# Superman (DC Extended Universe)
Clark Joseph Kent (nato Kal-El), meglio noto con il suo nome da supereroe Superman, è un personaggio del media franchise del DC Extended Universe (DCEU) basato sull'omonimo personaggio di DC Comics creato da Jerry Siegel e Joe Shuster. Nei film, è un sopravvissuto alla distruzione del suo pianeta natale Krypton che atterra sulla Terra e sviluppando abilità sovrumane a causa delle differenze ambientali tra i pianeti e i rispettivi sistemi stellari.
Un conflitto distruttivo con una fazione di kryptoniani sopravvissuti guidati dal Generale Zod provoca ingenti danni a Metropolis, crea una divisione morale tra l'umanità e attira l'attenzione di Bruce Wayne / Batman, che si confronterà con Kent per le sue azioni. I due alla fine si riconciliarono mettendo da parte le loro differenze per fermare Doomsday, con l'eroe kryptoniano che diede la sua vita per uccidere la creatura con l'assistenza di Wayne. Kent alla fine resuscitò e si alleò con la Justice League per impedire l’unità delle tre Scatole Madri e fermare la conquista della Terra sotto Darkseid.
Apparso per la prima volta come protagonista del film L'uomo d'acciaio (2013), il personaggio è interpretato da Henry Cavill, che è il primo attore non statunitense a interpretare Superman in un film. Questa versione di Superman è stata uno dei personaggi centrali del DC Extended Universe, apparendo in Batman v Superman: Dawn of Justice (2016), Justice League (2017) (e la sua versione del regista del 2021) e in un cameo non accreditato in Black Adam (2022). Delle sembianze di Cavill sono state ricreate digitalmente per un cameo in The Flash (2023), mentre le controfigure dell'attore hanno fatto apparizioni simili nel film Shazam! (2019) e la prima stagione della serie televisiva Peacemaker (2022–presente). Cavill avrebbe dovuto riprendere il personaggio in progetti futuri a partire da novembre 2022, tra cui un sequel pianificato dell'Uomo d'acciaio, prima che James Gunn e Peter Safran diventassero i nuovi capi dei DC Studios e iniziassero lo sviluppo del nuovo media franchise DC Universe (DCU).
I film del regista Zack Snyder nel DCEU miravano a ritrarre Superman in una luce più imperfetta e umana rispetto alla precedente serie di film della Warner Bros., che ha ricevuto recensioni polarizzati dalla critica.

## Biografia del personaggio

### L'arrivo sulla Terra
Il 29 febbraio 1980, Kal-El è il primo kryptoniano nato per via naturale dopo molte generazioni. I suoi genitori, Jor-El e Lara-El combattono per salvare il loro pianeta Krypton dall'imminente distruzione a causa dell'uso sconsiderato delle risorse del pianeta da parte dei kryptoniani. Jor-El diventa il primo kryptoniano a conoscenza dell'imminente distruzione del pianeta, ma le sue preoccupazioni vengono respinte dall'ignaro e irrazionale consiglio del governo. Jor-El e Lara devono anche difendersi da un complotto del Generale Zod per prendere il controllo del governo planetario. Senza alcun mezzo per evitare la distruzione del pianeta, Jor-El e Lara infondono il DNA del loro figlio con un codice contenente le informazioni genetiche per le future nascite kryptoniane, prima di inviarlo sulla Terra su un'astronave pre-programmata. Ne deducono che il loro figlio svilupperà grandi poteri sulla Terra e "diventerà un dio" per gli umani nativi della Terra. Kal viene scoperto da Jonathan e Martha Kent a Smallville, in Kansas, dopo un atterraggio di fortuna sulla Terra viene successivamente cresciuto come loro figlio adottivo, Clark Kent. Da bambino, Clark si isola a causa dello sviluppo di poteri sovrumani che cerca di nascondere agli altri, ma un incidente lo vede sollevare da solo uno scuolabus che trasportava i suoi compagni di classe salvandoli dall'affondare in un fiume. Apprende le sue vere origini da Jonathan, che lo esorta a tenere nascosti i suoi poteri. Nel 1997, Jonathan muore in un tornado mentre si rifiuta di lasciare che Clark lo salvi, poiché ciò potrebbe far rivelare Clark al mondo prima che lui sia pronto. Oppresso dal senso di colpa e alla ricerca di un nuovo scopo nella sua vita, Clark parte per viaggiare il mondo per diversi anni sotto vari pseudonimi.

### Ruolo di Superman
Nel 2013, Kent si avventura in Canada, prima ottenendo un lavoro come barista ma poi trovando lavoro con una società di perforazione che ha scoperto un oggetto che si rivela essere una nave da ricognizione kryptoniana. Kent entra nella nave e attiva il suo computer centrale utilizzando una chiave lasciata da Jor-El, che gli permette di comunicare con un'intelligenza artificiale modellata su suo padre. Mentre segue Kent, la reporter Lois Lane del Daily Planet attiva inavvertitamente il sistema di sicurezza della nave. Kent usa i suoi poteri per salvare Lane, che sta coprendo l'evento, prima di indossare l'uniforme e mettere alla prova le sue abilità di volo. Incapace di convincere il supervisore Perry White a pubblicare un articolo sull'incidente, Lane rintraccia Kent nella sua casa di famiglia in Kansas, intenzionata a trovare la verità. Cerca di convincere Kent a lasciarle rivelare la sua storia, ma decide di lasciarla perdere dopo aver sentito del sacrificio di Jonathan, e mantiene l'identità di Kent al sicuro.
Quando Zod e i suoi seguaci arrivano sulla Terra e chiedono che Kal-El venga consegnato, Kent chiede consiglio a un pastore locale sull'opportunità di fidarsi dell'umanità, dopo aver confessato di essere lui quello che Zod sta cercando e aver dedotto che Zod farà la guerra a prescindere, con il pastore che gli dice di fare un "salto di fede". Senza rivelare la sua identità e indossando l'uniforme kryptoniana, Kent si incontra con la United States Air Force e accetta di obbedire, con Lane che si unisce a lui come ostaggio. Usando l'IA di Jor-El per prendere il controllo della nave, Kent e Lane fuggono e avvertono l'esercito americano del piano di Zod, provocando uno scontro esplosivo tra Kent e le truppe di Zod intorno a Smallville, proprio mentre Zod ordina un'invasione. Zod distribuisce l'Energia del Mondo dalla nave kryptoniana, che atterra nell'Oceano Indiano e inizia a sparare un raggio attraverso il pianeta verso la nave, danneggiando gravemente la città di Metropolis dall'altra parte del mondo e avviando una strategia di terraformazione.
Kent distrugge l'Energia del Mondo mentre i militari lanciano un attacco suicida alla nave, rimandando le truppe di Zod nella Zona Fantasma. Con la nave distrutta e l'unica speranza di rinascita di Krypton svanita, Zod giura di distruggere la Terra e i suoi abitanti per vendetta. I due kryptoniani ingaggiano una lunga battaglia attraverso Metropolis, che si conclude quando Kent è costretto a uccidere Zod mentre attacca una famiglia messa alle strette in una stazione ferroviaria. In seguito, Kent adotta un'identità pubblica separata dal suo vero nome, il codice militare di Superman e persuade il generale Calvin Swanwick a lasciarlo agire in modo indipendente, a patto che non si rivoltasse contro l'umanità. Per consentire l'accesso a situazioni pericolose senza attirare l'attenzione, mantiene segretamente la sua identità e accetta un lavoro come reporter freelance per il Daily Planet.

### Figura controversa
Nel 2015, Superman è ora considerato una figura controversa, salutato come un eroe da alcuni, ma denunciato come un "falso dio" e pericoloso da altri, tra cui l'AD delle Wayne Enterprises, Bruce Wayne. Kent ha ora una relazione con Lane e ha ricevuto una promozione al Daily Planet, mentre come Superman, si è impegnato in numerosi atti come l'ingaggio di incendi, inondazioni, terremoti e altri disastri naturali, il salvataggio di passeggeri su un treno, l'arresto di un attacco missilistico sugli Stati Uniti e l'arresto di criminali.
A Kent viene assegnata una storia sportiva a Gotham City da White, ma invece inizia a indagare su Batman. Kent viene invitato ad un gala da Lex Luthor che chiede a Kent di essere il reporter per coprire l'evento. Lì, incontrò Wayne, chiedendogli la sua opinione su Batman con grande fastidio di Wayne, portando ad una discussione sulle azioni di Superman rispetto a quelle di Batman, prima che Luthor si intromettesse nella conversazione per presentarsi. Wayne è al gala per cercare di rubare informazioni a Luthor, e sta anche cercando la kryptonite nel tentativo di affrontare Superman. Mentre guarda la televisione, Kent vede numerose personalità, tra cui il cosmologo Neil DeGrasse Tyson e il senatore degli Stati Uniti June Finch discutere sull'effetto di Superman sul mondo, con Tyson che sostiene Superman e Finch che esprime scetticismo. A seguito del rifiuto di White dei tentativi di Kent di indagare su Batman e dei rapporti di cattiva condotta di Batman da parte della Gotham Free Press, decise di affrontare il crociato incappucciato più direttamente come Superman, fermando il tentativo di Batman di impadronirsi della kryptonite dagli uomini di Luthor e lanciandogli un avvertimento.
Durante il congresso al Campidoglio degli Stati Uniti sulle azioni di Superman, Finch interrogò Superman per alcune delle sue presunte controversie, ma una bomba piazzata lì da Luthor esplose, uccidendo tutti all'interno tranne Superman. Superman incolpò se stesso per non averlo scoperto in tempo e si autoimpose l'esilio. Luthor attirò Superman fuori dall'esilio rapendo Lane e Martha Kent. Spinge Lane fuori dall'edificio della LexCorp. Superman la salvò e affrontò Luthor, che rivelò di aver manipolato lui e Batman alimentando la loro diffidenza. Luthor gli chiede di uccidere Batman in cambio della vita di Martha. Superman cercò di spiegarlo a Batman, che invece lo attaccò e alla fine lo sottomise usando un gas di kryptonite dopo un lungo duello. Mentre Batman si prepara a muoversi per ucciderlo usando la lancia, Superman lo supplica di "salvare Martha", facendo sì che Batman si fermi confuso.
Tornato in sé per quanto sia caduto in disgrazia dopo l'arrivo di Lois e le spiegazioni di Superman, Batman promette di salvare Martha. Superman riacquistò le forze e affrontò Luthor sulla nave da ricognizione. Luthor esegue il suo piano di riserva, scatenando Doomsday, un mostro geneticamente modificato dal DNA di Zod e dal suo. Diana Prince, un'antiquaria che Bruce incontrò al gala in precedenza e che si rivelò essere una metaumana conosciuta come Wonder Woman, arrivò con i suoi poteri metaumani in mostra, e unì le forze con Batman e Superman contro la creatura. Anche se sconfitto, Superman si rese conto della sua vulnerabilità alla kryptonite e recuperò la lancia. Dopo aver detto addio a Lois, impala la creatura con la lancia, ma nei suoi ultimi momenti, la creatura uccide Superman, che era indebolito dall'esposizione della kryptonite. Superman viene pianto dal mondo, e a Clark viene dato un funerale privato a Smallville a cui partecipano Lois, Martha, Bruce, Diana e altri conoscenti intimi.

### Resurrezione

#### Versione cinematografica
Nel 2017, sulla scia di un'invasione da parte del demoniaco Nuovo Dio Steppenwolf, Prince si allea con Wayne per creare il proprio gruppo metaumano, reclutando Barry Allen, Arthur Curry / Aquaman e Victor Stone. Tuttavia, il gruppo si dimostrò ancora incapace di competere con Steppenwolf e i suoi scagnozzi, e Wayne giunse alla conclusione che avrebbero bisogno di resuscitare Superman se volegliono veramente salvare la Terra. Il corpo di Kent viene riesumato da Allen e Stone e posto nel liquido amniotico della camera genesi della nave da ricognizione kryptoniana, accanto a una scatola madre che avevano recuperato, poiché il dispositivo è stato utilizzato per salvare la vita di Stone dopo un terribile incidente.
Allen utilizzò i suoi poteri per caricarlo e resuscitò con successo Superman. Tuttavia, Superman si trova sotto un'amnesia, e attaccò il gruppo dopo che Cyborg lanciò accidentalmente un proiettile contro di lui. Sul punto di essere ucciso da Superman, Batman mandò Lane a calmare Superman.
Senza l'aiuto di Superman, i cinque eroi si recano in un villaggio in Russia dove Steppenwolf mira a riunire ancora una volta le Scatole Madri per ricreare la Terra per suo nipote e superiore Darkseid che è il sovrano del pianeta Apokolips. Superman arrivò, ricordando la sua promessa di aiutare Batman dopo che Lane glielo aveva ricordato, e aiutò Allen ad evacuare la città, così come con Stone, a separare le Scatole Madri. La squadra sconfigge Steppenwolf con Superman e Wonder Woman che distruggono la sua ascia. Sopraffatto dalla paura, Steppenwolf viene attaccato dai suoi stessi Parademoni prima che tutti si teletrasportino di nuovo ad Apokolips.
All'indomani della battaglia, Wayne riacquista la fattoria Kent per Martha prima che possa essere preclusa e decide di ricostruire Villa Wayne come base operativa per la squadra e lui e Prince concordano sul fatto che altri eroi potrebbero unirsi. Superman riprese la sua vita come Kent e come protettore della Terra, ringraziando Wayne e Prince per non aver perso la speranza nell'umanità, mentre Batman offrì a Superman il mantello di leadership per la neonata Justice League. Più tardi, Superman fece una gara amichevole con Flash per vedere chi fosse il più veloce.

#### Versione del regista
L'urlo di Superman durante la sua morte risvegliò tutte e tre le Scatole Madri, con quella sotto la sorveglianza delle Amazzoni che chiamava il conquistatore alieno Steppenwolf. Dopo che Victor spiegò la natura delle Scatole Madri alla squadra, indicando che erano "macchine del cambiamento" imparziali e che le scatole non chiamarono Steppenwolf fino a dopo la morte di Superman, la squadra votò all'unanimità per usare la scatola per resuscitare l'Uomo d'Acciaio.
Allen utilizzò i suoi poteri per caricare la Scatola e resuscitare Superman con successo. Tuttavia, i ricordi di Superman non sono tornati, e attacca il gruppo dopo che il sistema di difesa di Cyborg lo costringe a lanciare un proiettile. Dopo aver disabilitato il gruppo uno per uno, mette all'angolo Batman. Sul punto di ucciderlo, Superman si fermò solo dopo aver visto Lois Lane, che arrivò da sola dopo aver visto la sua resurrezione.
Quando Kent parte con Lane per Smallville per recuperare i suoi ricordi, confermano il loro fidanzamento dopo che Kent la vede ancora indossare l'anello che le è stato dato, e si riuniscono anche con Martha. Se ne va volontariamente per combattere contro Steppenwolf, dicendo che la squadra "lo ha riportato indietro per un motivo". Superman prelevò una versione nera della sua tuta dalla nave da ricognizione e ottenne la posizione della Justice League dal maggiordomo di Bruce, Alfred Pennyworth, poi intercettò un colpo mortale di Steppenwolf destinato a Stone, procedendo a congelare l'ascia del Nuovo Dio e brutalmente sopraffacendolo, bruciando il suo corno destro con la sua visione di calore.
Nonostante l'arrivo di Superman, Stone non riuscì a smontare le Scatole Madri in tempo, portando ad un'esplosione che iniziò a distruggere la Terra fino a quando Allen entrò nella Forza della Velocità, invertendo il tempo. Superman poi aiutò Stone a separare le scatole. Aquaman impala un distratto Steppenwolf da dietro e Superman lo colpisce con un pugno nel tubo del boom, mentre Wonder Woman decapita Steppenwolf in volo prima che il suo corpo arrivi ai piedi di Darkseid su Apokolips attraverso il portale.
All'indomani della battaglia, Wayne riacquista la fattoria dei Kent per Martha prima che possa essere preclusa. Superman riprese la sua vita come Kent e come protettore della Terra.

### Anni dopo
Nel 2018, Superman fa visita a Freddy Freeman e Shazam nella mensa della loro scuola, come favore a Billy per Freddy. Nel 2021, Superman viene colpito da un proiettile di kryptonite dal mercenario Robert DuBois / Bloodsport e finisce in terapia intensiva. Tuttavia, riesce a sopravvivere e DuBois viene incarcerato prima di essere reclutato da Amanda Waller per la Task Force X in cambio di una pena detentiva ridotta. Nel 2022, lui e la Justice League, con l'eccezione di Batman e Cyborg, vengono chiamati da Waller per assistere Christopher Smith / Peacemaker nell'affrontare l'esercito di Butterfly ma arrivano troppo tardi, perdendo il combattimento. Più tardi, nello stesso anno, Superman fu nuovamente chiamato da Waller per confrontarsi con il nuovo leader del Kahndaq, Black Adam. Superman si avvicinò a Black Adam e suggerisce che i due avrebbero bisogno di parlare. Ad un certo punto nel 2023, Superman viene contattato da Alfred per aiutare Batman a fermare Alberto Falcone dal causare il caos a Gotham. Superman, tuttavia, non fu in grado di aiutarlo perché era impegnato a combattere un'eruzione vulcanica in Guatemala. In seguito comparve anche insieme agli altri membri della Justice League durante la sequenza del viaggio nel tempo nella Chronobowl.

## Versioni alternative

### Vittoria di Steppenwolf
In Zack Snyder's Justice League (2021) viene raffigurato un momento in cui le Scatole Madri convergono e la Justice League arriva troppo tardi per impedire a Steppenwolf di chiamare Darkseid e il suo esercito. Superman, insieme al resto della Justice League, viene ucciso nell'ipocentro dell'evento. Questa versione degli eventi viene cancellata quando Barry Allen entra nella Forza della velocità e torna indietro nel tempo.

### Realtà Knightmare
Victor Stone e Bruce Wayne vedono premonizioni di una realtà "Knightmare". Victor vede la campagna di morte di Darkseid al suo ritorno sulla Terra, uccidendo infine Lois Lane. Questo lasciò un Superman devastato suscettibile all'Equazione Anti-Vita, diventando il secondo in comando di Darkseid. Una delle premonizioni di Wayne vide Superman a capo di un regime alleato con i Parademoni che catturarono Batman e i membri della sua insurrezione, lasciandoli torturati e uccisi da Superman stesso. L'altra premonizione di Wayne mostra Superman sulle tracce di Batman, Joker, Deathstroke, Mera, Victor Stone e Barry Allen.

### Flashpoint
Nella realtà creata da Barry Allen in cui impedisce l'omicidio di sua madre, Kara Zor-El è atterrata sulla Terra al suo posto. Rapita e sottoposta a esperimenti, Kara fu salvata da Flash, una versione più giovane di Allen e la versione terrestre di Batman. Dopo aver combattuto contro il Generale Zod, si scopre che la capsula di Kal-El è stata intercettata da Zod ed è stato ucciso mentre tentavano di estrarre il codice.

## Concezione e sviluppo
Essendo uno dei supereroi più importanti per la DC Comics, Superman era stato precedentemente ritratto nei film diverse volte nei serial cinematografici e in modo più prominente nella serie di film Superman del 1978-1987, con Christopher Reeve che assumeva il ruolo di Superman. Mentre la performance di Reeve è stata ampiamente considerata come una delle più grandi nella storia del cinema, la serie è stata messa in pericolo dopo il fallimento critico e commerciale di Superman IV (1987). Dopo Superman Returns, un sequel omaggio del 2006 ai primi due film della serie di film che hanno visto Brandon Routh sostituire Reeve, sono iniziati i colloqui sull'utilizzo di quel film per creare un universo condiviso per altri personaggi DC, ma si sono arenati. Con il contratto di Routh per interpretare Superman in scadenza nel 2009, Warner Bros. ha deciso di riavviare il franchise, iniziando a prendere proposte su idee per riavviare la serie di film. Una delle idee più importanti che emersero fu quella di un Superman ispirato alla Golden Age «quando era un po' più di una persona normale».
«Fondamentalmente mi ha detto: 'Ho questo pensiero su come ti avvicineresti a Superman', l'ho capito immediatamente, l'ho amato e ho pensato: questo è un modo di affrontare la storia che non ho mai visto prima e che la rende incredibilmente eccitante. Volevo che Emma Thomas ed io fossimo coinvolti nel guidare il progetto fin da subito, portarlo in studio e farlo andare avanti in modo eccitante.»

— Christopher Nolan, ricordando il momento in cui Goyer presentò l'idea di un Superman modernizzato.
Durante la produzione della trilogia del Cavaliere Oscuro su Batman, che in seguito ha avuto un enorme successo, il produttore David S. Goyer ha raccontato al regista Christopher Nolan la sua idea su come presentare Superman in un contesto moderno. Impressionato dall'idea di Goyer, Nolan propose l'idea allo studio, che assunse Nolan per produrre e Goyer per scrivere il film sulla base del successo finanziario e di critica del Cavaliere oscuro (2008).
Nolan ha ammirato il lavoro di Bryan Singer su Superman Returns (2006) per la sua connessione con la versione di Richard Donner, affermando che «Molte persone si sono avvicinate a Superman in molti modi diversi. So solo il modo in cui ha funzionato per noi, questo è quello che so fare», sottolineando l'idea che Batman esiste in un mondo in cui è l'unico supereroe e un approccio simile a L'uomo d'acciaio (2013) assicurerebbe l'integrità necessaria per il film. «Ognuno serve alla logica interna della storia. Non hanno niente a che fare l'uno con l'altro». Nolan, tuttavia, ha chiarito che il nuovo film non avrebbe alcuna relazione con la precedente serie di film. Le riprese dell'Uomo d'acciaio sono iniziate nel 2011 con una causa che stabiliva che la Warner Bros. sarebbe stata in grado di essere citata in giudizio dalla famiglia del creatore di Superman Jerry Siegel per i mancati introiti su un film non prodotto dopo quell'anno, grazie alla proprietà di Siegel che ha riconquistato il 50% dei diritti sulle origini di Superman e la quota di copyright di Siegel in Action Comics n. 1, nonostante lo studio non fosse in debito con la proprietà Siegel per i film precedenti.

### Casting

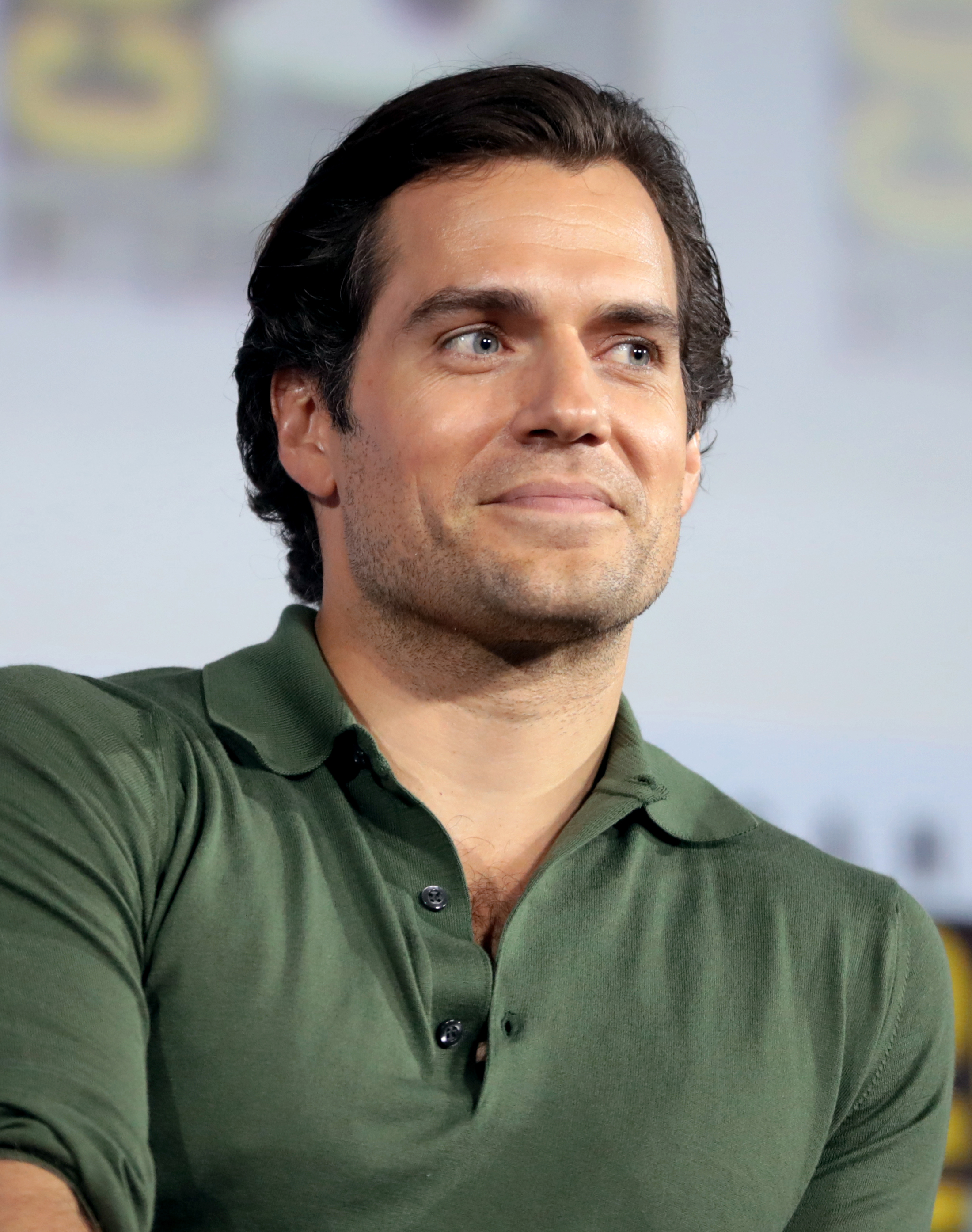
Henry Cavill è il primo attore non statunitense ad interpretare Superman in un film

L'attore britannico Henry Cavill è stato scelto per il ruolo di Clark Kent/Superman per L'uomo d'acciaio. Cavill è il primo attore non statunitense a interpretare il personaggio. In precedenza era stato scritturato per Superman: Flyby, che alla fine è stato accantonato, ed è stato preso in considerazione per il ruolo in Superman Returns, ma ha perso contro Routh. Cavill ha dichiarato: «C'è una storia molto reale dietro il personaggio di Superman». Ha spiegato che l'obiettivo di tutti è stato quello di esplorare le difficoltà che il suo personaggio deve affrontare a causa dell'avere identità multiple, tra cui il suo nome di nascita, Kal-El, e il suo alter ego, Clark Kent. Cavill ha anche affermato che «è solo e non c'è nessuno come lui», riferendosi alle vulnerabilità di Superman. «Deve essere incredibilmente spaventoso e solitario, non sapere chi sei o cosa sei, e cercare di scoprire cosa ha senso. Qual è la tua linea di base? Da cosa attingi? Dove si traccia un limite con il potere che si ha? Di per sé, questa è un'incredibile debolezza». In un'intervista con la rivista Total Film, Cavill ha dichiarato di aver consumato quasi 5.000 calorie al giorno, allenandosi per oltre due ore al giorno e arando proteine per aumentare la massa muscolare. Cooper Timberline è stato scelto interpretare una versione di Clark Kent a nove anni, mentre Dylan Sprayberry è stato scelto per interpretare una versione tredicenne.
Durante le riprese di Justice League (2017), Cavill si era fatto crescere i baffi durante le interruzioni nella produzione del film a causa del suo ruolo in Mission: Impossible - Fallout (2018), ed era contrattualmente obbligato dalla Paramount Pictures a mantenere i baffi. Questo era in conflitto con le riprese di Justice League, quindi i baffi di Cavill sono stati rimossi digitalmente in quel film.
Mentre Superman ha fatto un cameo in Shazam! (2019), dove è interpretato dalla controfigura di Zachary Levi a causa dell'indisponibilità di Cavill per le riprese in quel momento. All'epoca, non era stato confermato se Cavill avrebbe ripreso il ruolo, anche se nel 2021 ha dichiarato di essere ancora aperto a interpretare il personaggio, in particolare che «C'è ancora molta narrazione da fare come Superman e adorerei assolutamente l'opportunità».
Superman fece un altro cameo nel finale di stagione della serie televisiva Peacemaker (2022-in corso), interpretato dall'attore Brad Abramenko. Abramenko ha usato la stessa tuta usata da Cavill nei film precedenti. Più tardi nello stesso anno, Cavill è tornato a interpretare il personaggio, facendo un cameo non accreditato durante la scena dei titoli di coda del film Black Adam (2022). Parlando dell'apparizione di Cavill nel film, che è stata la prima volta che ha girato nuovo materiale per il personaggio in cinque anni, la star principale Dwayne Johnson ha commentato che lui, la società di produzione Seven Bucks Productions e i produttori Dany e Hiram Garcia sono stati determinanti nelle rinegoziazioni tra Warner Bros. e Cavill. Cavill ha poi confermato dopo l'uscita del film che era tornato nei panni del personaggio a lungo termine e che la sua apparizione in Black Adam era «un piccolo assaggio delle cose a venire». Tuttavia, i piani per ulteriori apparizioni dell'attore sono stati anticipati alla fine di quel mese, nell'ottobre 2022, dopo il cambio di leadership dei neonati DC Studios sotto i nuovi capi James Gunn e Peter Safran. A dicembre, il primo era in procinto di scrivere un film reboot, Superman (2025), incentrato su una versione più giovane del personaggio che sarà interpretata da David Corenswet, succedendo a Cavill. Il film ha lo scopo di lanciare il nuovo franchise multimediale e universo condiviso DC Universe (DCU).

#### Design della tuta

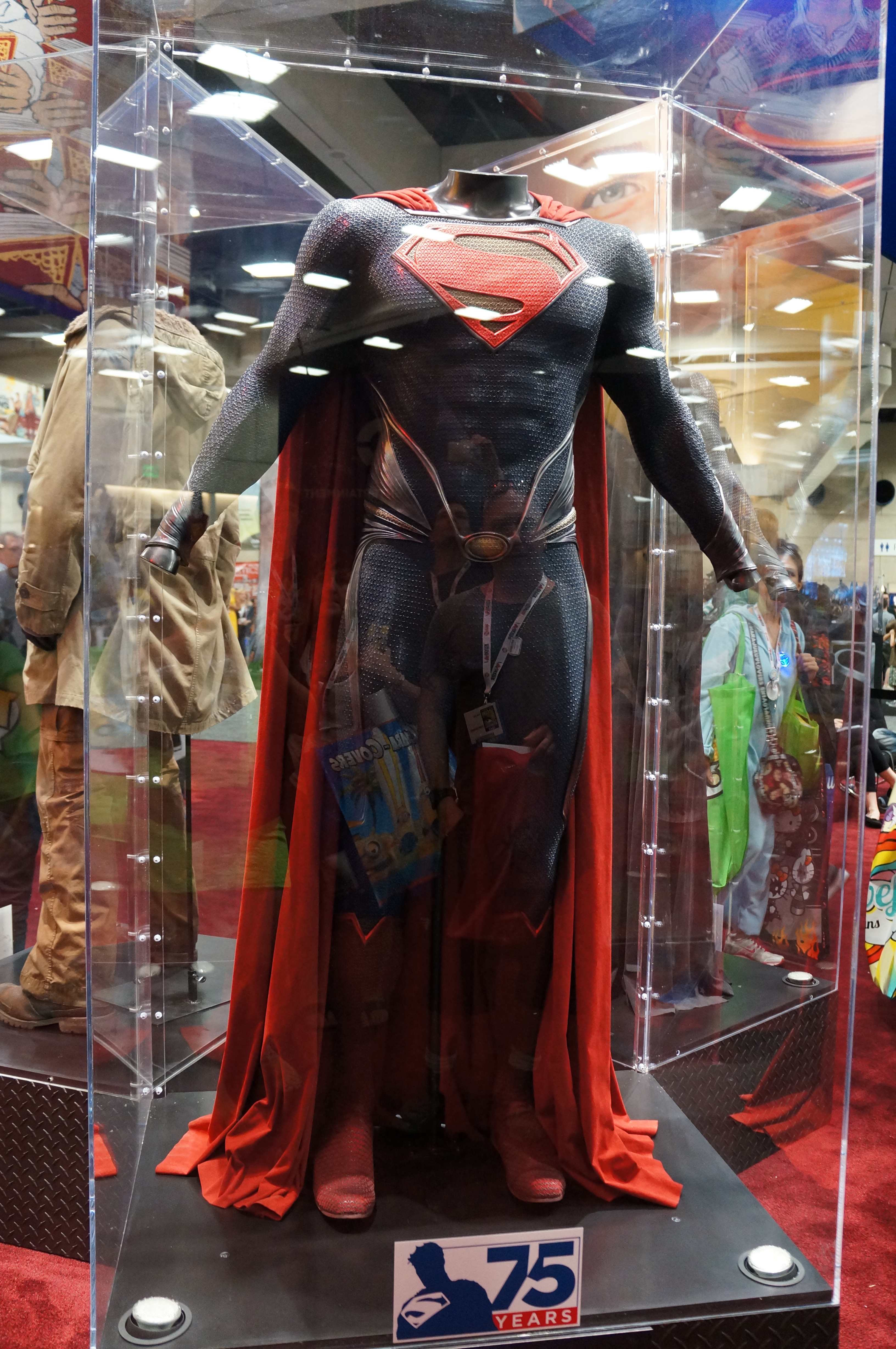
Il costume dell'Uomo d'acciaio di Superman in mostra come parte del Superman 75th Anniversary Costume Tour al San Diego Comic-Con 2013

Il corpo di Superman nell'Uomo d'acciaio, oltre a quello di altri kryptoniani come Jor-El e il Generale Zod, è stato disegnato con un motivo di cotta di maglia testurizzato, che il costumista Michael Wilkinson intendeva evocare il mantra dell'"Uomo d'Acciaio" e il tema ultraterreno per far risaltare Superman dalla gente della Terra, un allontanamento dalle precedenti interpretazioni basate sul tessuto del costume. Mancano anche le mutande rosse, che Zack Snyder ha detto che non si adattavano al mondo che stava costruendo nel film, anche se il mantello è stato mantenuto per mantenere Superman riconoscibile. Questo rispecchia anche la riprogettazione di Superman in The New 52.
Per Batman v Superman: Dawn of Justice, Wilkinson e il team dei costumi hanno continuato a snellire il costume di Superman, aggiungendo nuove funzionalità. Nello specifico, lo stemma e i bicipiti della tuta aggiornata incorporano una citazione di Joseph Campbell scritta nella lingua kryptoniana sviluppata per i film: «Dove avevamo pensato di stare da soli, saremo con tutto il mondo». Wilkinson ha notato che Snyder è un ardente ammiratore del lavoro di Campbell, dicendo che Snyder «ha trovato una citazione che sembrava davvero connettersi con Superman e il suo posto nel mondo. Era una citazione che ha a che fare con l'idea di alienazione o di riunirsi e sentirsi parte della società. Questo è qualcosa che Superman sta combattendo tutto il tempo: sentimenti di alienazione e connessione. La citazione affronta questi problemi».
Per la versione cinematografica di Justice League, Snyder aveva originariamente pianificato che Superman indossasse il suo costume nero, come raffigurato nella storia a fumetti La morte di Superman, prima di dimettersi, ma è stato annullato dai dirigenti della Warner Bros. Nella director's cut del film del 2021, che presenta filmati originali di Snyder prima delle riprese oltre a filmati extra girati nel 2020, il costume di Superman è stato ricolorato digitalmente nelle scene che lo ritraggono con l'abito nero.

### Tematiche e caratterizzazione

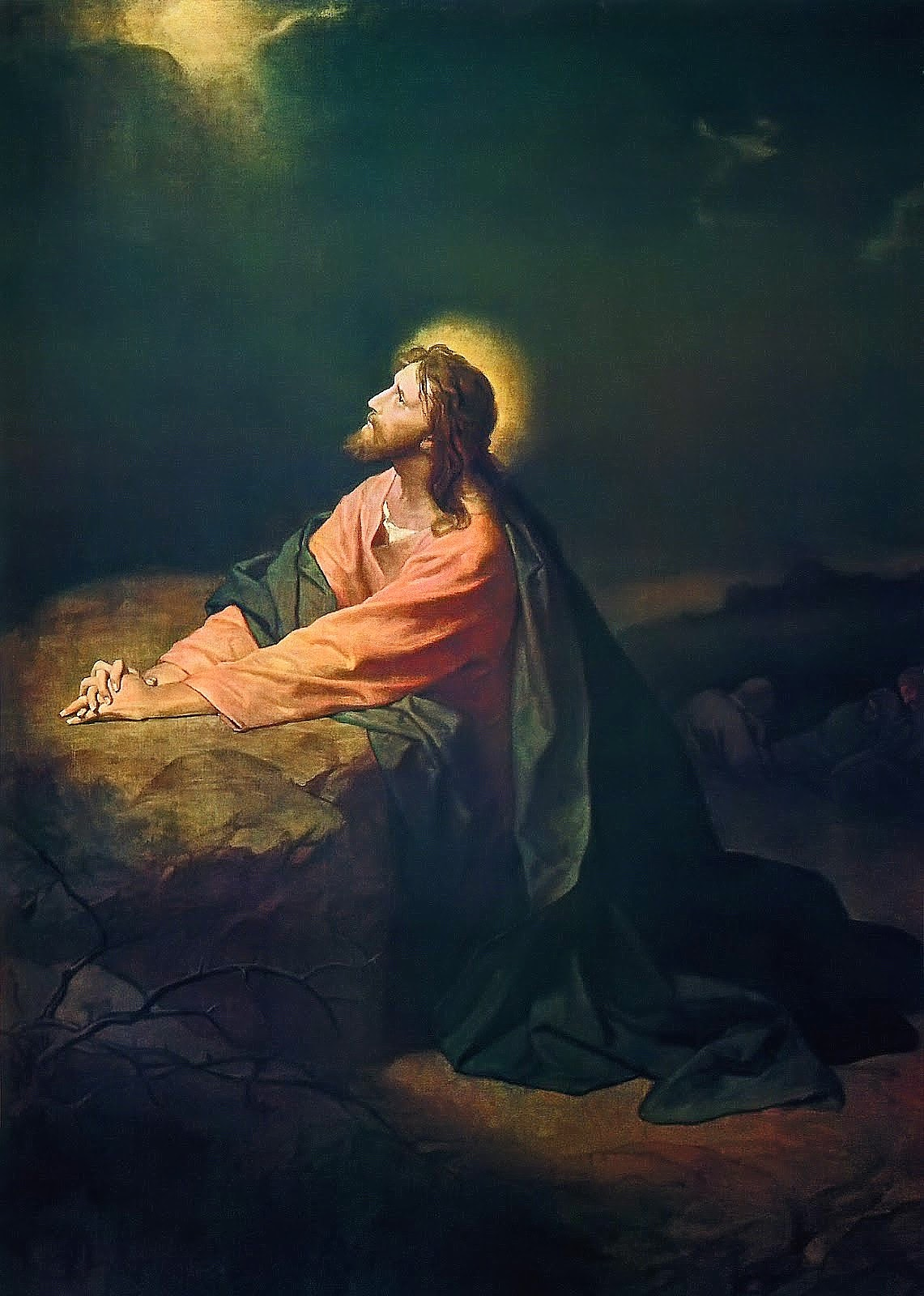
I critici hanno paragonato la lotta di Clark a quella di Gesù prima della sua crocifissione. Un mosaico di vetro di Gesù al Getsemani, simile a questo, appare sullo sfondo quando Clark visita una chiesa nellUomo d'acciaio.

Come per l'interpretazione del personaggio di Christopher Reeve, la versione DCEU di Superman ha visto diverse allusioni a Gesù. Molti recensori hanno interpretato L'uomo d'acciaio come un'allegoria religiosa, soprattutto da quando la Warner Bros. ha creato il sito web www.manofsteelresources.com che contiene «un opuscolo di nove pagine intitolato Jesus – The Original Superhero». Justin Craig di Fox News sottolinea diverse allegorie in L'uomo d'acciaio a Cristo, che includono l'età di Clark di 33 anni nel film, che era l'età di Gesù durante la sua crocifissione, l'essere incatenato prima dell'interrogatorio simile all'arresto di Gesù, e il padre terreno di Clark, Jonathan, che è un commerciante simile al padre terreno di Gesù, Giuseppe. Craig paragona anche la lotta di Kal-El alla passione di Gesù, affermando che «Kal-El è più che disposto a sacrificarsi per salvare il popolo della Terra. Inizialmente riluttante a rivelare la sua identità e i suoi poteri al mondo, Clark decide di consegnarsi a Zod per salvare l'umanità dall'annientamento». Craig afferma inoltre che c'è un'allegoria della Trinità all'interno dell'Uomo d'acciaio: «Jor-El ritorna da Kal-El sulla Terra come fantasma, guidando il figlio supereroe come erba nel suo percorso verso la salvezza. Prima di mandare suo figlio sulla Terra in stile Mosè, dice a sua moglie che, come Gesù, 'Sarà un dio per loro'». Richard Corliss della rivista Time fornì anche altre allegorie, come paragonare il salvataggio di Clark dei suoi compagni di classe all'età di 12 anni a Gesù che si trovava nel tempio alla stessa età come lampi del loro potenziale, l'essere inviati sulla Terra da un "padre celeste", Jor-El, e Clark che visitava una chiesa mentre contemplava di arrendersi al Generale Zod per proteggere l'umanità, con un murale di Gesù durante i suoi ultimi giorni sullo sfondo.
Tuttavia, Clark lotta con la sua identità nel DCEU nonostante sia trattato come un dio dai cittadini della Terra. Corliss paragona Clark nell'Uomo d'acciaio a Gesù ritratto nell'Ultima tentazione di Cristo (1988), in quanto entrambe le figure dubitano della loro divinità nei rispettivi film. Inoltre, il critico cinematografico Matt Zoller Seitz osserva che Cavill e Sprayberry interpretano un Clark Kent / Superman pieno di conflitti su come mostrare i suoi poteri senza essere etichettato come un "mostro" e affrontare le conseguenze di eventi traumatici della sua vita, ma è costretto a uscire dalla sua zona di comfort con l'arrivo del Generale Zod sulla Terra. Zoller Seitz commenta anche che Cavill non mostra la sicurezza di Superman come Christopher Reeve a causa del conflitto interno del personaggio nel film. Al tempo di Batman v Superman: Dawn of Justice (2016), Clark si è ambientato nel suo ruolo di supereroe, con Cavill che ha aggiunto «È più abituato a questo lavoro, facendo del suo meglio per salvare quante più vite possibile», spiegando ulteriormente: «Non è più frenetico. Non è più un tipo di supereroe bagnato dietro le orecchie». Al contrario, Superman è costretto a fare i conti con pesanti critiche su alcune delle sue azioni precedenti. Non è d'accordo nemmeno con la forma di giustizia di Batman nel film, portando a un conflitto tra i due vigilanti.
Nonostante Superman sia stato descritto come "senza gioia" nei primi due film del DCEU, il regista Zack Snyder ha menzionato che nella sua visione originale per l'arco narrativo del personaggio, Clark sarebbe diventato il «vero Superman» entro la fine di Justice League. Snyder si è divertito a lavorare con l'idea di Superman alle prese con la sua moralità, il rapporto con Lois Lane e il suo posto sulla Terra, in quanto avrebbe reso il personaggio più relazionabile con l'umanità, e che Superman avrebbe dovuto «guadagnarsi» il suo posto al «vertice del mondo dei supereroi DC». Tuttavia, numerose scene che avrebbero arricchito l'arco narrativo del personaggio nella versione cinematografica del film sono state tagliate una volta che Joss Whedon ha preso il posto di Snyder. Queste scene eliminate sono state ripristinate in Zack Snyder's Justice League (2021), la versione del regista del film.

## Accoglienza

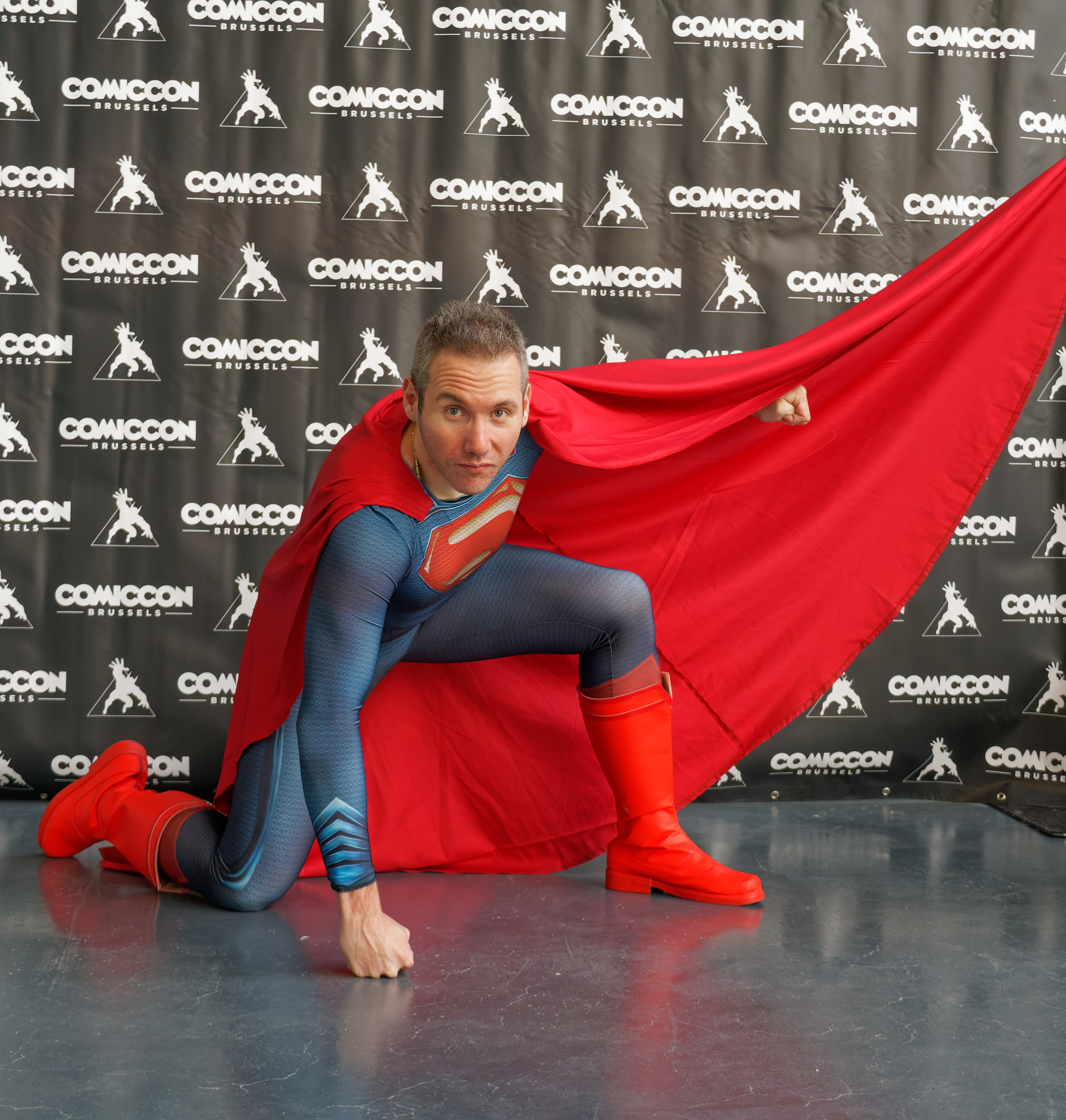
Cosplayer vestito da Superman di Henry Cavill al Brussels Comic Con 2022

L'interpretazione di Cavill nei panni di Superman ha ricevuto recensioni polarizzate da parte della critica. Mentre l'interpretazione di Cavill del tumulto interiore e della chimica di Clark Kent con la co-protagonista Amy Adams è stata elogiata, altri critici hanno commentato la rigidità percepita e la mancanza di carisma nell'Uomo d'acciaio. Queste critiche si sono rivelate valide anche per il film, Batman v Superman: Dawn of Justice. In una recensione positiva del film, Richard Corliss ha scritto: «Il film trova il suo vero, nobile fondamento non quando mostra gli straordinari poteri di Kal-El, ma quando drammatizza l'umanità turbolenta di Clark Kent. La parte super dell'Uomo d'acciaio va bene, ma la parte dell'uomo è super».
Particolarmente criticata fu la decisione di Superman di uccidere il Generale Zod durante il climax dell'Uomo d'acciaio. L'artista Neal Adams suggerì che altre alternative erano aperte a Superman quando Zod minacciò persone innocenti con la sua visione termica, come coprirsi gli occhi. Ha anche criticato Superman per non aver spostato la battaglia lontano da Metropolis come la versione di Christopher Reeve ha fatto alla fine di Superman II (1980), causando ingenti danni collaterali alla città. Tuttavia, Adam Holmes di CinemaBlend ribatte che Clark è ancora inesperto come supereroe nell'Uomo d'acciaio, imparando dai suoi errori di Batman v Superman, in cui trascina con successo Doomsday nello spazio.
Nella versione cinematografica di Justice League, gli spettatori hanno notato che Superman è diventato più fiducioso e ottimista e più in linea con l'interpretazione di Reeve del personaggio, ma che il suo cambiamento di personaggio è stato brusco e inspiegabile, tra le molte incongruenze nel film causate dall'improvviso passaggio di regia da Zack Snyder a Joss Whedon. Inoltre, i suoi baffi furono rimossi digitalmente, e la loro mal esecuzione, è stato oggetto di scherne.
Al contrario, i critici hanno elogiato l'arco narrativo del personaggio nella "Snyder Cut" come più naturale, con alcuni che hanno affermato che le scene migliori del film coinvolgevano Henry Cavill. Tom Jergensen di IGN ha scritto: «Il suo ricongiungimento con Lois Lane (Amy Adams) e Martha Kent (Diane Lane) è molto più emozionante grazie alla maggiore attenzione di Snyder su quanto le due fossero devastate dalla sua morte. Tuttavia, un modo in cui il taglio di Snyder non varia molto dal taglio cinematografico nella concezione è che il ruolo di Superman è limitato dal design; Ma qui, almeno, è molto più diffuso come simbolo per i nostri eroi».
In vista dell'uscita del film del Marvel Cinematic Universe (MCU) Eternals (2021), la regista Chloé Zhao ha dichiarato che la sua interpretazione del personaggio di Ikaris nel film è stata fortemente ispirata da Superman come ritratto nei film DCEU di Snyder, in particolare per l'approccio «autentico e molto reale» di Snyder nell'Uomo d'acciaio, che «ha lasciato una forte impressione» su Zhao.
Nonostante l'accoglienza mista del DCEU nel suo complesso, l'interpretazione di Henry Cavill nei panni di Superman nel franchise sono diventate popolari tra il pubblico e hanno contribuito a spingerlo verso la fama internazionale. Prima e dopo l'uscita di Zack Snyder's Justice League, i fan hanno fatto una campagna alla Warner Bros. per riportare Cavill nei panni di Superman per un sequel diretto dell'Uomo d'acciaio, e allo stesso modo hanno espresso dolore e indignazione quando James Gunn ha abbandonato Cavill dal ruolo per il franchise del DC Universe. Nel 2024, Cavill ha fatto un cameo nel film del Marvel Cinematic Universe Deadpool & Wolverine come variante di Wolverine. Mentre cerca di reclutarlo, Deadpool dice: «Ti tratteremo molto meglio di quegli stronzi in fondo alla strada!», riferendosi alla cancellazione dei suoi futuri progetti di Superman da parte della DC.

## Altri media

### Videogiochi
- La rappresentazione dell'Uomo d'acciaio di Superman è presente come skin nel videogioco del Injustice: Gods Among Us (2013).
- Il costume del film Justice League di Clark può essere scaricato come skin nel videogioco LEGO DC Super-Villains (2018).
- Superman comparve insieme al resto della Justice League nel videogioco di realtà virtuale Justice League VR: The Complete Experience.
- La versione del DC Extended Universe di Superman è un personaggio giocabile nella versione mobile di Injustice 2 (2017). L'emblema del forziere è anche un'aggiunta al costume sbloccabile.

### Letteratura
- Superman appare ed è menzionato nei romanzi dei film ambientati all'interno del DC Extended Universe.
- Superman fa un cameo alla fine del fumetto prequel de L'uomo d'acciaio scritto per collegarsi al film. Il fumetto approfondisce la storia di Krypton e della sua lontana antenata e cugina Kara Zor-El.

### Jimmy Kimmel Live!
Cavill, insieme a Ben Affleck e Jesse Eisenberg, hanno ripreso i loro ruoli in una "scena eliminata" di Batman v Superman: Dawn of Justice (2016) con l'amico di lunga data di Affleck, Jimmy Kimmel e mostrato al Jimmy Kimmel Live!. Nella scena, il personaggio di Kimmel deduce con successo le identità dei supereroi sia di Clark Kent che di Bruce Wayne al gala di Lex Luthor, con il risultato che Clark Kent getta il personaggio di Kimmel su Marte infastidito, dove incontra il personaggio di Matt Damon di Sopravvissuto - The Martian (2015).